# Leyenda de Muhlenberg

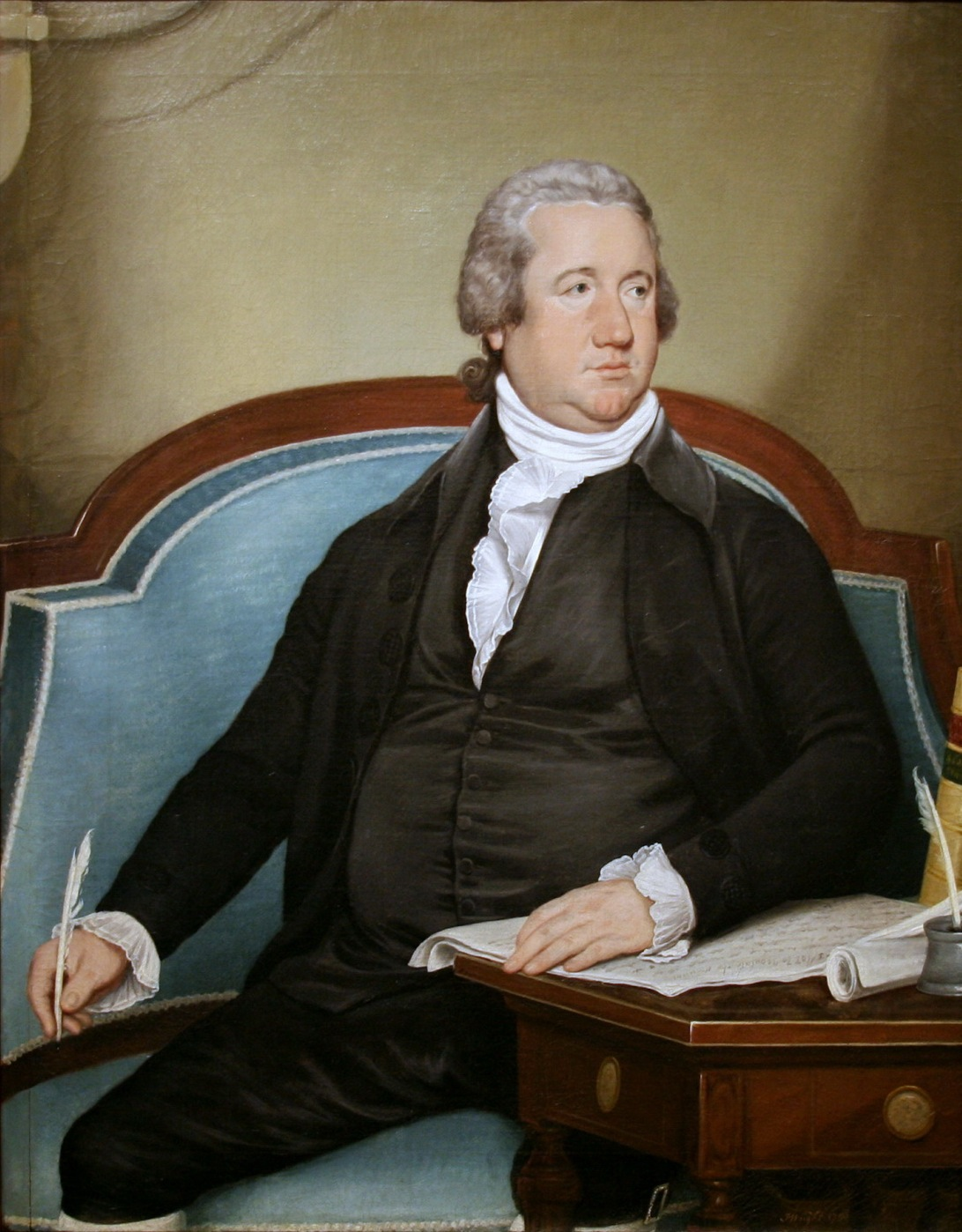
Frederick Muhlenberg

La leyenda de Muhlenberg es una leyenda urbana en Estados Unidos y Alemania. De acuerdo a esta leyenda, el simple voto de Frederick Muhlenberg, quien fue el primer presidente de la Cámara de Representantes de Estados Unidos, impidió que el idioma alemán se convirtiera en un idioma oficial de los Estados Unidos.

## Base histórica
El verdadero meollo detrás de esta leyenda se encuentra en un voto de diferencia en la Cámara de Representantes de los Estados Unidos en 1794, después de que un grupo de inmigrantes alemanes solicitara formalmente la traducción de algunas leyes del inglés al alemán. Esta petición fue debatida por la Cámara de Representantes sin llegar a una decisión final, realizándose una votación para aplazar y considerar aquella solicitud en una fecha posterior, la cual fue descartada por un voto, 42 contra 41. En otras palabras, no hubo ninguna votación sobre un proyecto de ley real, simplemente fue un voto sobre si o no para aplazar la idea de legislar. Debido a que la moción para postergar no fue aprobada, el asunto fue abandonado. Fue a partir de esta lista de clausura que surgió la leyenda de que "el alemán se perdió, convirtiéndose el inglés en el idioma oficial de los Estados Unidos por un voto". 
Muhlenberg (de ascendencia alemana y que no había votado en la lista nominal) fue citado más tarde diciendo que "cuanto más rápido se conviertan los alemanes en estadounidenses, mejor será".